# HD 192685
HD 192685 é uma estrela na constelação de Vulpecula. Tem uma magnitude aparente de 4,754 e classe espectral M3V. É uma estrela Be.